# 金城江街道
金城江街道，是中华人民共和国广西壮族自治区河池市金城江区下辖的一个乡镇级行政单位。

## 行政区划
金城江街道下辖以下地区：
城北社区、桥卜社区、中山社区、民族社区、解放社区、东风社区、拉友社区、新华社区、广场社区、新建社区、水洞社区、老街社区、维六社区、教育社区和西环社区。